# قلعه صلواتی
قلعه صلواتی مربوط به دوره صفویه است و در لالی، شمال غربی شهرستان واقع شده و این اثر در تاریخ ۱۱ دی ۱۳۸۰ با شمارهٔ ثبت ۴۶۸۷ به‌عنوان یکی از آثار ملی ایران به ثبت رسیده‌است.
از آغاز صفویه تا پایان زندیه حکومت تمام سرزمین بختیاری با خوانین بختیاری از طایفه های راکی مالملی و ... بود. آثار و ابنیه معظمی از نوادگان تاجمیرخان بختیاری (راکی مالملی )و پسرش میرجهانگیرخان  بختیاری (راکی مالملی) نوه اش خليل خان از جمله بنه وار و سردشت در گرمسیر و دیمه و چغاخور در سردسیر به یادگارمانده‌است.
یکی دیگر از آثار و بناهای تاریخی مربوط به دوران زمامداری خوانین میر در منطقه گرمسیر «قلعه صلواتی» است که در حد فاصل بنه وار به سردشت ساخته شده‌است. این قلعه نیز بدستور میر خلیل خان  (۱۰۷۷–۱۰۳۷ه‍. ق)  بنا گردیده است. این قلعه دارای نه برجک دیدبانی و مساحت آن نزدیک یک هزارمتر است. مصالح به کار رفته در این سازه، گچ، سنگ و گل می‌باشد. علت نامگذاری آن نیز به این دلیل بوده‌است که کاروانیانی که از شهرهای دزفول و شوشتر طبق نمودار زیر به بنه وار و از آنجا به اندیکا ونهایتاً به ایذه رفت و آمد می‌کردند، در این قلعه به صورت رایگان از آن‌ها پذیرایی می‌شد.
دیدگاه دیگری که می‌توان دربارهٔ وجه تسمیه این قلعه ارائه داد این است: دشتی که این قلعه در آن ساخته شده بین یک رود کوچک بهاری به نام زنکی  که از کوه آسترکی راه در شمال آن سرچشمه می‌گیرد و رودخانه شور (اوسور) که از باختر آن روان است، واقع است.
در قسمت جنوبی این دشت یعنی تقریباً در فاصله یک کیلومتری به سمت تلاقی دو رودخانه در روزگاران گذشته بر اثر زمین لرزه و رانش زمین شکافها و شیارهای بزرگی ایجادشده‌است، که به نام «غضب گه» معروف است و مردم برای در امان ماندن از زمین لرزه، صلوات می‌فرستادند و به مرور زمان به قلعه صلواتی معروف شده‌است.
قلعه صلواتی در ۲۵ کیلومتری شمال غرب شهرلالی قرار دارد. این دژ تاریخی با مساحت تقریبی ۱۰۰۰ متر با استفاده از سنگ‌های رودخانه‌ای منطقه و ملات گچ و آهک ساخته شده‌است.
موقعیت دژ به‌گونه‌ای است که در میان دشتی سرسبز و زیبا قرار گرفته و دیدن آن به ویژه در اواخر زمستان و بهار، لطف و صفای خاصی دارد. در حال حاضر مراتع و املاک اطراف قلعه هم اکنون متعلق به طایفه بابادی و تیره میرقائد تعلق دارند 
قطر دیوارهای قلعه در بخش پایینی پهنایی برابر ۵ /۱ متر دارد و هرچه بر بلندای این دیوارها افزوده می‌شود از پهنای دیوارها کم شده و در نهایت بخش بالایی دیوار نیم متر ضخامت دارد.
در زیر تمام برج‌ها اتاق‌هایی تعبیه شده که این اتاق‌ها به بالای برج از طریق پلکان راه دارند وسقف اتاق‌ها هلالی و ضربی بوده و در تمام اتاق‌ها طاقچه‌هایی قرار گرفته و در تمام برج‌ها، دودکش‌ها و تیرکش‌ها و اتاق‌ها لوله‌های بخاری در دیوارها تعبیه شده‌است. دیوارهای قلعه حدود چهارمتر بلندی دارند در دیواره‌های بیرونی قلعه نیز ۹ برج ساخته شده‌است که این برج‌ها علاوه بر کار نگهبانی موجب استحکام و تقویت دیوارهای قلعه می‌شدند. قلعه صلواتی تنها اثر تاریخی این منطقه نیست. این قلعه درپنج‌کیلومتری غرب قلعه خراج و ده‌کیلومتری شرق قلعه دختر واقع شده‌است. ساکنان قدیمی قلعه از آب قناتی که از کوه‌های مجاور سرچشمه می‌گرفت به عنوان منبع آب استفاده می‌کردند. شاید نام این قلعه نسبت به سایر قلعه‌های نظامی عجیب باشد. این موضوع مربوط به تاریخچه ساخت و استفاده آن است. براساس روایات و مستندات تاریخی کاروان‌های تجاری و مسافرانی که از مسیر دزفول، شوشتر به بنه‌وار و ایزه سفر می‌کردند در طول مسیر خود در این قلعه اقامت و استراحت می‌کردند و بانیان و صاحبان قلعه از این مسافران به رایگان پذیرایی می‌کردند و به همین دلیل رفته رفته این قلعه به نام قلعه صلواتی مشهور شد.
منبع : تاریخ بختیاری و اسناد 